# Exysma
Exysma, es un género de coleópteros polífagos. Es originario de  América.

## Géneros
Contiene las siguientes especies:
- Exysma laevigata Gorham, 1891
- Exysma orbicularis Gorham, 1891
- Exysma parvula Gorham, 1891